# لاندن کیز
لاندن کیز (انگلیسی: London Keyes؛ زاده ۱۸ اوت ۱۹۸۹) بازیگر پورنوگرافی اهل ایالات متحده آمریکا است.